# ミルカ・フランシア
ミルカ・フランシア・バスコンセロス（Mirka Francia Vasconcelos, 1975年2月14日 - ）は、キューバ出身で帰化イタリア国籍の元女子バレーボール選手である。元キューバ代表。アトランタオリンピック・シドニーオリンピック二大会連続金メダリスト。

## 来歴
キューバのビジャ・クララ州サンタ・クララ出身。10歳の時にバレーボールを始め、4年後にはジュニアナショナルチームメンバー入りしている。その後シニア代表に抜擢され、1996年のアトランタオリンピックと2000年のシドニーオリンピックでは金メダルに輝いた。世界選手権でも、1994年大会と1998年大会で二大会連続の金メダリストになっている。
1998/1999年シーズンには、イタリア2部リーグのRomanelli Firenzeでプレーし、翌1999/2000年シーズンからはセリエAのシリオ・ペルージャに移籍した。出産の為に2000/01シーズンはプレーできなかったが、2001/02シーズンからシリオ・ペルージャに復帰した。ペルージャには2008年シーズンまで在籍し、この間チームはイタリア選手権において三度優勝、コッパ・イタリアにおいては二度優勝、CEVチャンピオンズリーグにおいても2006年と2008年に二度優勝を飾り、自らもペストスパイカーに輝いている。2007年のCEVカップではベストスコアラーに輝いた。フランシアは2004年にイタリア市民権を得たが、家族の問題により、イタリア代表に参加することはなかった。
2008/09シーズンからトルコ女子バレーボールリーグのエジザージュバシュへ移籍し、2009年のチャンピオンズリーグレギュラーシーズンにおいて、ベストスコアラーを獲得した。同年のトルコ選手権においては、ベストスパイカー・ベストサーバーそしてトップスコアラーの三冠に輝いた。
2019年にバレーボール殿堂入り。

## 所属クラブ
- Romanelli Firenze（1998-1999年）
- シリオ・ペルージャ（1999-2008年）
- エジザージュバシュ・ヴィトラ（2008-2012年）
- サン・ジュスティーノ（2014-2016年）

## 球歴

### 受賞歴
- 1999年 - ワールドカップ ベストブロッカー
- 2008年 - 欧州チャンピオンズリーグファイナル4 ベストスパイカー
- 2009年 - 欧州チャンピオンズリーグレギュラーシーズン ベストスコアラー
- 2009年 - トルコ選手権 トップスコアラー、ベストスパイカー

### チーム
- 2000年 - コッパ・イタリア - 優勝（ペルージャ）
- 2003年 - コッパ・イタリア - 優勝（ペルージャ）
- 2003年 - イタリア選手権 - 優勝（ペルージャ）
- 2005年 - コッパ・イタリア - 優勝（ペルージャ）
- 2005年 - CEVカップ - 優勝（ペルージャ）
- 2005年 - イタリア選手権 - 優勝（ペルージャ）
- 2006年 - 欧州チャンピオンズリーグ - 優勝（ペルージャ）
- 2006年 - Coppa di Lega - 優勝（ペルージャ）
- 2007年 - コッパ・イタリア - 優勝（ペルージャ）
- 2007年 - CEV Cup - 優勝（ペルージャ）
- 2007年 - イタリア選手権 - 優勝（ペルージャ）
- 2007年 - イタリア・スーパーカップ - 優勝（ペルージャ）
- 2008年 - 欧州チャンピオンズリーグ - 優勝（ペルージャ）
- 2009年 - トルコ選手権 - 準優勝（エジザージュバシュ）
- 2011年 - トルコカップ - 優勝（エジザージュバシュ）